# Akron
Akron es una ciudad ubicada en el condado de Summit en el estado estadounidense de Ohio. En el Censo de 2010 tenía una población de 212.110 habitantes y una densidad poblacional de 1232,53 personas por km².

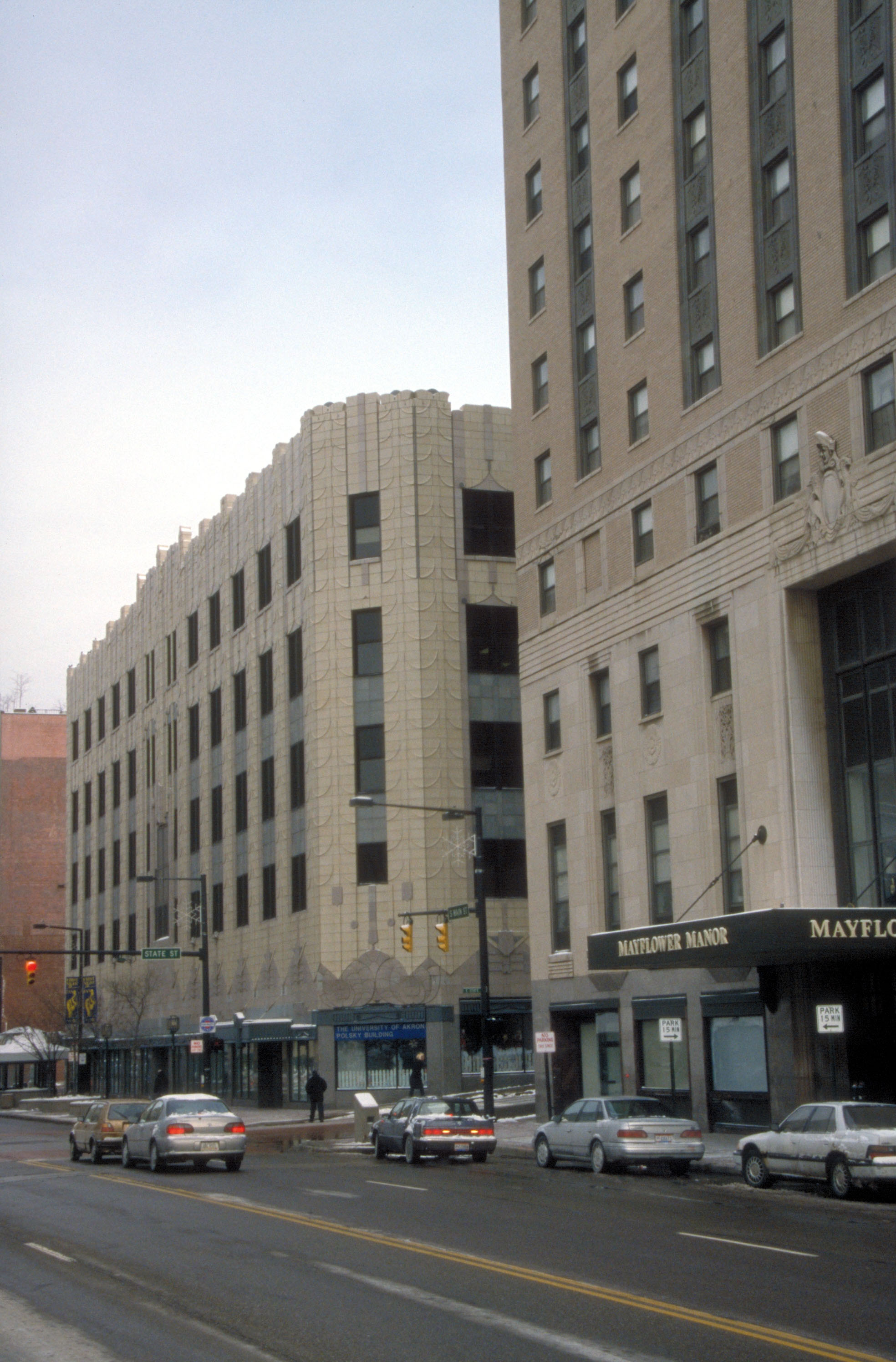
Edificios de Akron.

Fue fundada en 1825 por Simon Perkins cerca del canal de Ohio y de Erie, y se convirtió en un centro de fabricación debido a su localización en una escalera de esclusas. Llegó a ser conocida por su relación con las industrias de neumáticos y del caucho en general. Desde el declive de la industria, la economía de la ciudad se ha diversificado hacia los sectores de la investigación, las finanzas y la alta tecnología.

## Geografía
Según la Oficina del Censo de los Estados Unidos, Akron tiene una superficie total de 161,55 km², de la cual 160,66 km² corresponden a tierra firme y (0,55 %) 0,88 km² es agua.

### Clima
| Parámetros climáticos promedio de Akron, Ohio (Akron–Canton Airport), normales 1991–2020, extremos 1887–presente | Parámetros climáticos promedio de Akron, Ohio (Akron–Canton Airport), normales 1991–2020, extremos 1887–presente | Parámetros climáticos promedio de Akron, Ohio (Akron–Canton Airport), normales 1991–2020, extremos 1887–presente | Parámetros climáticos promedio de Akron, Ohio (Akron–Canton Airport), normales 1991–2020, extremos 1887–presente | Parámetros climáticos promedio de Akron, Ohio (Akron–Canton Airport), normales 1991–2020, extremos 1887–presente | Parámetros climáticos promedio de Akron, Ohio (Akron–Canton Airport), normales 1991–2020, extremos 1887–presente | Parámetros climáticos promedio de Akron, Ohio (Akron–Canton Airport), normales 1991–2020, extremos 1887–presente | Parámetros climáticos promedio de Akron, Ohio (Akron–Canton Airport), normales 1991–2020, extremos 1887–presente | Parámetros climáticos promedio de Akron, Ohio (Akron–Canton Airport), normales 1991–2020, extremos 1887–presente | Parámetros climáticos promedio de Akron, Ohio (Akron–Canton Airport), normales 1991–2020, extremos 1887–presente | Parámetros climáticos promedio de Akron, Ohio (Akron–Canton Airport), normales 1991–2020, extremos 1887–presente | Parámetros climáticos promedio de Akron, Ohio (Akron–Canton Airport), normales 1991–2020, extremos 1887–presente | Parámetros climáticos promedio de Akron, Ohio (Akron–Canton Airport), normales 1991–2020, extremos 1887–presente | Parámetros climáticos promedio de Akron, Ohio (Akron–Canton Airport), normales 1991–2020, extremos 1887–presente |
| Mes | Ene. | Feb. | Mar. | Abr. | May. | Jun. | Jul. | Ago. | Sep. | Oct. | Nov. | Dic. | Anual |
| --- | --- | --- | --- | --- | --- | --- | --- | --- | --- | --- | --- | --- | --- |
| Temp. máx. abs. (°C)                                                                                             | 22.8 | 24.4 | 28.3 | 31.7 | 34.4 | 37.8 | 38.9 | 40 | 37.2 | 32.8 | 26.7 | 24.4 | 40 |
| Temp. máx. media (°C)                                                                                            | 1.9 | 3.7 | 9.1 | 16.6 | 22.4 | 26.9 | 29.1 | 28.2 | 24.4 | 17.4 | 10.4 | 4.4 | 16.2 |
| Temp. media (°C)                                                                                                 | -2.3 | -1 | 3.8 | 10.4 | 16.3 | 21.1 | 23.3 | 22.4 | 18.6 | 12.1 | 5.8 | 0.6 | 10.9 |
| Temp. mín. media (°C)                                                                                            | -6.5 | -5.6 | -1.4 | 4.3 | 10.2 | 15.2 | 17.4 | 16.6 | 12.7 | 6.7 | 1.2 | -3.3 | 5.6 |
| Temp. mín. abs. (°C)                                                                                             | -31.7 | -28.9 | -21.1 | -12.2 | -4.4 | 0 | 5 | 3.9 | -1.7 | -6.7 | -18.3 | -26.7 | -31.7 |
| Precipitación total (mm)                                                                                         | 74.2 | 62 | 82 | 98 | 104.9 | 112.5 | 105.2 | 91.7 | 88.9 | 84.8 | 78.2 | 73.4 | 1055.9 |
| Nevadas (cm) | 34 | 30.5 | 19.3 | 4.3 | 0 | 0 | 0 | 0 | 0 | 0.8 | 8.4 | 22.6 | 119.9 |
| Días de precipitaciones (≥ 0.2 mm)                                                                               | 17.8 | 14.5 | 14.2 | 14.6 | 14.1 | 12.4 | 11.8 | 10.1 | 9.9 | 12.0 | 12.5 | 16.0 | 159.9 |
| Días de nevadas (≥ 0.2 cm)                                                                                       | 13.3 | 10.0 | 6.7 | 2.0 | 0.0 | 0.0 | 0.0 | 0.0 | 0.0 | 0.4 | 3.4 | 9.5 | 45.3 |
| Humedad relativa (%)                                                                                             | 73.4 | 71.6 | 67.8 | 63.6 | 65.9 | 68.4 | 70.2 | 73.2 | 73.9 | 70.3 | 72.2 | 74.8 | 70.4 |
| Fuente: NOAA (humedad 1961-1990)                                                                                 | | | | | | | | | | | | | |

## Historia

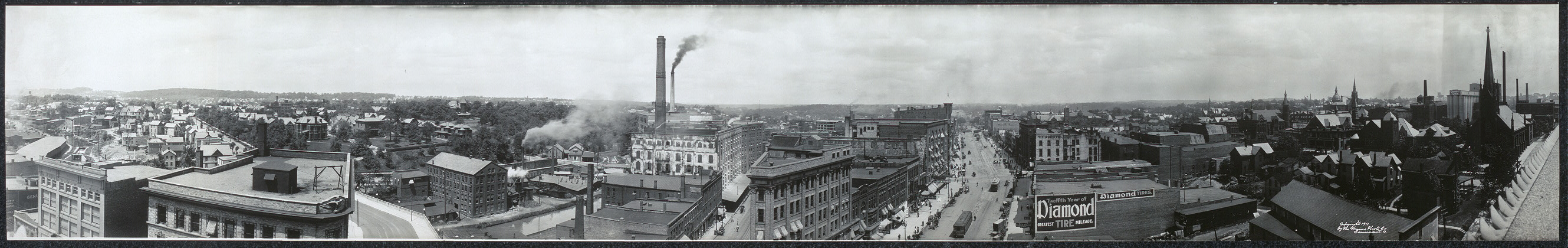
Vista panorámica de Akron en 1911.

La historia de Akron y la historia de la industria de la goma enlazan la una con la otra. Akron se transformó de una ciudad pequeña a una ciudad de importancia. El nacimiento de la industria de la goma comenzó en el siglo XVIII, mucho antes de que América se enamorase del automóvil. Akron fue incorporada como aldea en 1835, y como ciudad en 1865. En 1869, B. F. Goodrich comenzó la primera compañía de goma fundada en Akron.
Por una época, a principios del siglo XX, Akron fue la ciudad del país que creció más rápidamente. La gente vino para trabajar en las fábricas de goma desde muchos lugares, incluyendo Europa. En 1915, la familia de O'Neil fundó la compañía General Tire y el gran almacén se convirtió en un símbolo de Akron. Desde 1915, la superficie de la ciudad aumentó desde 7.254 acres (29,38 km²) a 16.120 acres (65,29 km²). La población aumentó aproximadamente un 200% en una década, pasando de 69.067 en 1910 a 208.435 en 1920.
Goodyear Tire & Rubber Company se convirtieron en el principal fabricante de neumáticos de América y Akron recibió el lema de "la capital mundial del caucho". En la actualidad, entre otras empresas, Goodyear tiene su sede en la ciudad y Bridgestone también su centro técnico para el continente americano.

## Demografía
Según el censo de 2010, había 199.110 personas residiendo en Akron. La densidad de población era de 1.232,53 hab./km². De los 199.110 habitantes, Akron estaba compuesto por el 62.22% blancos, el 31.46% eran afroamericanos, el 0.24% eran amerindios, el 2.12% eran asiáticos, el 0.03% eran isleños del Pacífico, el 0.77% eran de otras razas y el 3.16% pertenecían a dos o más razas. Del total de la población el 2.14% eran hispanos o latinos de cualquier raza.

## Criminalidad

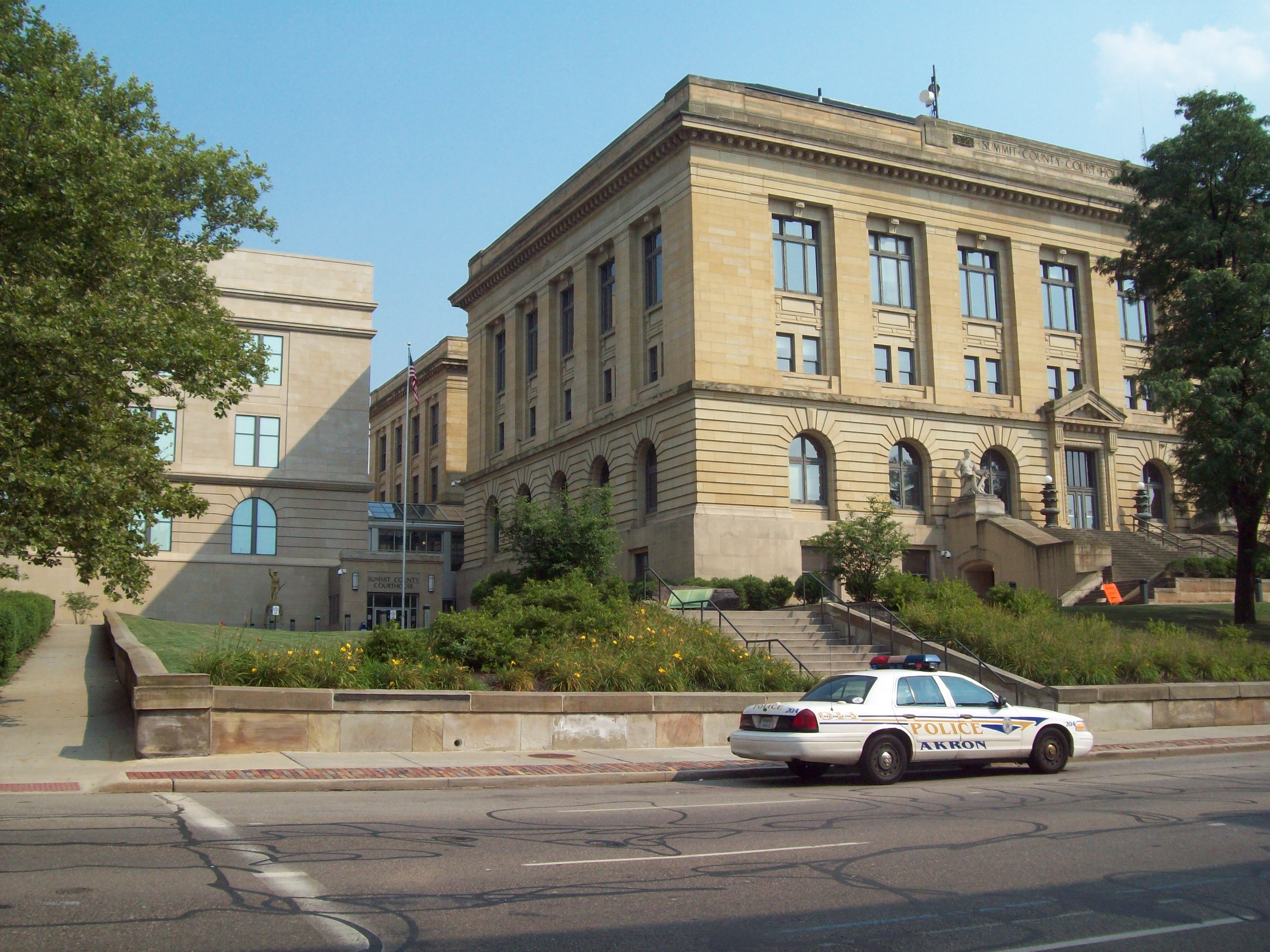
Palacio de justicia del condado de Summit y coche de policía. El moderno coche de policía se originó en Akron en 1899.

En 1999 Akron se clasificó como la 94 ciudad más peligrosa y la 229 más segura, en la 7.ª lista de Morgan Quitno. Las estadísticas preliminares de delitos de Ohio muestran que los asaltos agravados aumentaron en un 45 % durante 2007.
Históricamente, el crimen organizado operaba en la ciudad con la presencia de la Mano Negra dirigida por Rosario Borgio, una vez con sede en el lado norte de la ciudad en la primera década del siglo XX y la mafia Walker-Mitchell, de la cual Pretty Boy Floyd era miembro. Akron ha experimentado varios disturbios en su historia, incluidos los disturbios de 1900 y los disturbios de Wooster Avenue de 1968.

### Historia de la metanfetamina
La distribución de metanfetamina en Akron contribuyó en gran medida a que el Condado de Summit se conociera como la "Capital de Metanfetamina de Ohio". El condado ocupa el tercer lugar en la nación en el número de sitios de metanfetamina registrados. Durante la década de 1990, la banda de motociclistas Hells Angels vendía drogas en bares frecuentados por miembros. Entre enero de 2004 y agosto de 2009, la ciudad tenía significativamente más sitios registrados que cualquier otra ciudad del estado. Las autoridades creen que una interrupción de una importante operación de metanfetamina mexicana se atribuye al aumento de su fabricación local. En 2007, APD recibió una subvención para ayudar a continuar su trabajo con otras agencias y jurisdicciones para ayudarlos a librar a la ciudad de laboratorios de metanfetamina. El Departamento de Policía de Akron coordina con la Unidad de Drogas del Condado de Summit y la Administración de Control de Drogas, formando el Equipo de Respuesta de Laboratorio de Metanfetamina Clandestina.

## Personajes de la ciudad
- LeBron James, jugador de baloncesto de la NBA
- Stephen Curry, jugador de baloncesto de la NBA
- Nate Thurmond, jugador de baloncesto de la NBA
- Larry Nance Jr. jugador de baloncesto de la NBA
- Chrissie Hynde, cantante de The Pretenders
- Dan Auerbach, miembro del dúo musical The Black Keys
- Patrick Carney, miembro del dúo musical The Black Keys
- Mark Mothersbaugh, cantante
- Jim Jarmusch, cineasta
- Jani Lane, cantante y compositor Warrant
- Gus Johnson, jugador de baloncesto de la NBA
- James Ingram, músico
- Dr. Bob (fundador de Alcohólicos Anónimos)
- Melina Kanakaredes, actriz
- Angie Everhart, actriz y modelo
- Sid Avery
- Alexander Butterfield
- David Allan Coe
- John Dean
- Rita Dove
- Shirley Fry
- Andrew Kay
- Vaughn Monroe
- Jaroslav Pelikan
- Charles Pfahl
- Robert Quine
- Willard Van Orman Quine, filósofo
- Harry Reynolds
- Sydne Rome
- Richard E. Smalley
- Maynard James Keenan
- Tim Owens
- Judith Resnik, astronauta